# Esteban Pérez Pérez
Esteban Pérez Pérez (Portillo de Toledo, 26 de noviembre de 1910-Narbona, 15 de noviembre de 2014) fue uno de los últimos supervivientes españoles del campo de concentración de Mauthausen-Gusen.

## Biografía
Trabajaba en el servicio de vigilancia, investigación y seguridad de Madrid cuando se produjo el golpe de Estado de 1936. Luchó en la Guerra Civil Española en el bando republicano encuadrado en la XV Brigada Internacional y tras ser herido fue hospitalizado en Marsella. Tras finalizar la guerra civil estuvo internado en los campos de internamiento franceses de Le Barcarès, Saint Cyprien y Argelès-sur-Mer para pasar a integrar posteriormente la compañía de extranjeros del Ejército francés que trabajaría en la Línea Maginot. 
Al producirse la invasión alemana de Francia fue capturado en Dunquerque y lo trasladaron primero a un stalag y más tarde con el número 5042 al campo de concentración de Mauthausen, donde trabajó en una fábrica de tuberías y después en la construcción de carreteras y escondites donde los nazis querían fabricar el combustible para los cohetes V1 y V2. Tras la liberación del campo se recuperó en un centro sanitario de Créteil y trabajó como soldador de Renault durante veinte años. Falleció en Narbona el 15 de noviembre de 2014 a los 103 años de edad y fue el último superviviente español del campo de concentración de Mauthausen.